# Малтешки соко (филм из 1941)
Малтешки соко (енгл. The Maltese Falcon) је амерички филм из 1941. који је режирао Џон Хјустон. Филм је заснован на истоименом роману Дашила Хамета.
Филм је премијерно приказан 3. октобра 1941. године.

## Радња
Хелмфри Богарт глуми Сема Спејда. Сем је приватни детектив који улази у истрагу за своју фаталну клијенткињу коју глуми Мери Астор. Радња се дешава у Сан Франциску, док се води борба око драгоцене статуе сокола.
Године 1539. малтешки су витезови намеравали поклонити шпаском краљу Карлу V статуу златног сокола украшеног ретким драгуљима. Но, гусари су пресрели галију те је Малтешки соко, чини се, нестао заувијек...
Сан Францисцо, четири века касније. У детективску агенцију Spade & Archer  коју заједнички воде Сем Спејд  и Мајлс Арчер долази извесна госпођица Wonderly  из Њујорка тражећи од пара истражитеља да јој помогну пронаћи несталу сестру повезану са загонетним Floydom Thursbyjem. Иако обојица посумњају у њену причу, прихвате посао задовољни што њихова нова клијентица плаћа готовином, и то одмах. Кад Арчер ускоро буде убијен, Спејд схвати да се уплео у опасан посао при чему дозна да је госпођици Wonderly право име Бриџид О`Шонеси. Уз то, истрага га доведе до још двојице превараната Џоела Кајроа и Каспера Гутмана који као и притворена Бриџит трагају за несталом статуетом Малтешког сокола...

## Улоге
| Глумац           | Улога                         |
| Хамфри Богарт    | Сем Спејд                     |
| Мери Астор       | Бриџид О`Шонеси               |
| Сидни Гринстрит  | Каспер Гутман                 |
| Питер Лори       | Џоел Кајро                    |
| Бартон Маклејн   | поручник Данди                |
| Вард Бонд        | наредник детектив Том Полхаус |
| Ли Патрик        | Ефи Перин                     |
| Џером Коуан      | Мајлс Арчер                   |
| Гледис Џорџ      | Ајва Арчер                    |
| Илајша Кук млађи | Вилмер Кук                    |
| Волтер Хјустон   | капетан Џекоби                |

## Награде

### Награда Оскар
| Номинације           | Особа              |
| Најбољи филм         | Hal. B. Walls      |
| Сценарио             | John Huston        |
| Споредна мушка улога | Sydney Greenstreet |

## Занимљивост
Статуа птице која се појавила у филму "Малтешки соко" продата је на аукцији (Аукцијска кућа Бонамс) за више од четири милиона долара.